# Salix taiwanalpina
Salix taiwanalpina — вид квіткових рослин із родини вербових (Salicaceae).

## Морфологічна характеристика
Це кущ невисокий, до 30 см заввишки, сильно розгалужений. Гілочки коричнево запушені. Листки на ніжках ≈ 7 мм; листкова пластина від еліптичної до подовжено-еліптичної чи зворотно-яйцеподібної форми, 2–4 × 1–2 см; абаксіально (низ) густо запушена; адаксіально слабо запушена; основа гостра чи тупа, край злегка зубчастий дистально, цілий проксимально, верхівка гостра чи коротко загострена. Плодоносна сережка ≈ 3 × 1.5 см. Коробочка ≈ 6.5 мм, волосиста.

## Середовище проживання
Ендемік Тайваню. Населяє гірські схили та вершини; 2400–3900 метрів.